# Обнорская, Мария Александровна
Мари́я Алекса́ндровна Обно́рская (5 августа 1931, Леденгское, Северный край — 19 декабря 1997, Вологда) — мастер контрольно-промерочного цеха ткацкого производства Вологодского льнокомбината, депутат Верховного Совета РСФСР VII-го и VIII-го созыва, Герой Социалистического Труда, Почётный гражданин города Вологды.

## Биография
Родилась в селе им. Бабушкина Вологодской области 5 августа 1931 года в крестьянской семье. Русская. Окончила школу-семилетку. В сентябре 1946 года поступила в школу ФЗО № 10 при Вологодском льнокомбинате. С октября 1947 года — ткачиха Вологодского льнокомбината. В августе 1953 года направлена на учебу в Костромскую профессионально-техническую школу. С июля 1955 года работала помощником мастера ткацкого производства. Член КПСС с 1955 года.
Указом Президиума Верховного Совета СССР от 9 июня 1966 года за выдающиеся заслуги в выполнении заданий семилетнего плана и достижение высоких технико-экономических показателей по производству тканей, трикотажа, обуви, швейных изделий и другой продукции легкой промышленности Обнорской Марии Александровне присвоено звание «Героя Социалистического Труда» с вручением ордена Ленина и золотой медали «Серп и Молот».
С 1967 по 1971 годы — депутат Верховного Совета РСФСР VIII-го созыва VII-го созыва.
В мае 1972 года «за большую работу по развитию городского хозяйства, коммунистическому воспитанию трудящихся, активное участие в общественной жизни и в связи с празднованием 825-летия основания города» присвоено звание почётного гражданина города Вологды.
С 1971 по 1975 годы — депутат Верховного Совета РСФСР VIII-го созыва.
С мая 1992 года на пенсии. Жила в городе Вологде. Скончалась 19 декабря 1997 года. Похоронена на Пошехонском кладбище.

## Личная жизнь
- муж Вячеслав Михайлович, участник Великой Отечественной войны
- дочь Ольга (род. в 1956 году) — педагог - физик,преподает информатику в гимназии СПб
- дочь Татьяна (род. в 1960 году) — инженер-химик

## Награды и звания
- Герой Социалистического Труда (1966 г.)
- Орден Ленина
- медаль «За доблестный труд в ознаменование 100-летия В. И. Ленина»
- медаль «Ветеран труда»
- Заслуженный работник легкой промышленности РСФСР
- Почётный гражданин города Вологды